# LaBarque Creek, Missouri
LaBarque Creek, Missouri (енгл. LaBarque Creek) насељено је место без административног статуса у америчкој савезној држави Мисури.

## Демографија
По попису из 2010. године број становника је 1.558.
| Група             | 2000.    | 2010.         |
| Белци             | 0 (0,0%) | 1.503 (96,5%) |
| Афроамериканци    | 0 (0,0%) | 5 (0,3%)      |
| Азијати           | 0 (0,0%) | 7 (0,4%)      |
| Хиспаноамериканци | 0 (0,0%) | 30 (1,9%)     |
| Укупно            | 0        | 1.558         |